# Quessoy
Quessoy (tiếng Breton: Kesoue) là một xã của tỉnh Côtes-d’Armor, thuộc vùng Bretagne, tây bắc Pháp.

## Dân số
Người dân ở Quessoy được gọi là Quessoyais.